# Соцкультбыт
Соцкультбыт (объекты социального, культурного и бытового назначения) — инфраструктура жилой среды микрорайона, поселения, включающая:
- магазины товаров продовольственного, хозяйственно-бытового, спортивного, промышленного и иного назначения;
- места общественного питания — буфеты, столовые, кафе, рестораны;
- территориальные пункты здравоохранения, поликлиники, больницы;
- объекты образования и воспитания детей, развития взрослых: детские дошкольные учреждения (ясли, детские сады дневного и вечернего типа, места дошкольной подготовки и развития детей, школы, лицеи, колледжи, техникумы, институты, академии, университеты, образовательные и ресурсные центры и т. д.);
- библиотека, интернет-инфраструктура;
- объекты культурного досуга и развлечений: театры, кинотеатры, телевидение, танцевальные залы, дискотеки и др.;
- оздоровительные центры;
- спортивные центры и стадионы;
- центры технического творчества детей, юношества и граждан;
- центры и объекты флоры и фауны, парки и скверы;
- места парковок автомобилей;
- места хранения продуктов овощеводства, садоводства и огородничества и пр.

Объекты социального, культурного и бытового назначения — естественная и обязательная составляющая жилой среды граждан.